# Skolopidium
Ein Skolopidium (auch Scolopidium) ist eine Sinneszelle bei Arthropoden, die auf mechanosensorische Reize reagiert. Diese Sinneszelle entwickelte sich im Laufe der Evolution aus den Cuticularsensillen und hat einen charakteristischen Bauplan. Der eigentliche Mechanorezeptor wurde in die Tiefe verlagert und steht mit der Cuticula nur noch über Hilfszellen in Verbindung. Aus mehreren Skolopidien setzt sich das Tympanalorgan zahlreicher Insekten zusammen.